# Trine Østergaard Jensen
Trine Østergaard Jensen (Galten, 17 de octubre de 1991) es una jugadora de balonmano danesa que para el CSM București y la selección danesa.

## Trayectoria

### De clubes
Criada en la cantera local del Galten FS para, en categoría juvenil, recalar en los equipos de formación del Ikast. Hizo su debut en Ikast-Brande EH en 2008, con el que ganó (en su denominación de Ikast y, posteriormente, como FC Midtjylland) sus primeros títulos como profesional.
En 2017 fichó por el Odense Håndbold en el que permaneció hasta el verano del 2020, que firmó por el club de la Bundesliga SG BBM Bietigheim
Con el conjunto alemán, en el que militó hasta 2023, ganó el campeonato nacional en dos temporadas (2021/22 y 2022/23) y la EHF European League de 2021.
En el verano de 2023, se trasladó al gran club rumano CSM București.

#### Clubes
- 2008–17:  FCM Håndbold
- 2017–20:  Odense Håndbold
- 2020–23:  SG BBM Bietigheim
- 2023–Actualidad:  CSM București

### Selección nacional danesa
Hizo su debut con la selección absoluta danesa el 22 de abril de 2011, contra la selección rusa.
Fue seleccionada para la selección preliminar de la Eurocopa 2012 en Serbia, pero no estuvo entre los 16 seleccionadas final.
Sin embargo, sí fue seleccionada al año siguiente, en el Campeonato Mundial de 2013, donde Dinamarca ganó el bronce y se convirtió en la jugadora con más minutos en la cancha.
También fue partícipe de la selección danesa que, en el Campeonato Mundial de Balonmano Femenino de 2021 se alzó con el bronce, mismo metal que alcanzó en los Juegos Olímpicos de París 2024.

## Títulos y trofeos

### Selección nacional
- 1 x Medalla de Bronce en los Juegos Olímpicos (2024)
- 2 x Medalla de plata en el Europeo (2022 y 2024)
- 3 x Medalla de bronce en el Mundial (2013, 2021 y 2023)

### Clubes
- 2 x EHF European League (2011, 2022)
- 1 x Recopa de Europa (2015)
- 3 x Liga danesa (2011, 2013, 2015)
- 3 x Copa danesa (2012, 2014, 2020)
- 2 x Bundesliga (2022, 2023)

### Individuales
- Mejor extremo derecha de la Liga danesa (2015)